# IC 5003
IC 5003 = IC 5029 = IC 5039 = IC 5046 ist eine Spiralgalaxie vom Hubble-Typ Sbc im Sternbild Microscopium am Südsternhimmel. Sie ist schätzungsweise 123 Millionen Lichtjahre von der Milchstraße entfernt und hat einen Durchmesser von etwa 75.000 Lichtjahren. Sie bildet gemeinsam mit IC 5041 ein gravitativ gebundenes Galaxienpaar.
Das Objekt wurde am 8. September 1897 vom US-amerikanischen Astronomen Lewis Swift entdeckt.